# Condado de Daya Nueva
El título nobiliario de Condado de Daya Nueva fue concedido por la Reina Regente María Cristina de Habsburgo-Lorena el 29 de febrero de 1892 a favor de Vicente Dasí y Puigmoltó Lluesma y Mayans, hijo del Marqués de Dos Aguas.

## Condes de Daya Nueva
|                                                                  | Titular                                                          | Periodo                                                          |
| Creación por la Reina Regente María Cristina de Habsburgo-Lorena | Creación por la Reina Regente María Cristina de Habsburgo-Lorena | Creación por la Reina Regente María Cristina de Habsburgo-Lorena |
| ---------------------------------------------------------------- | ---------------------------------------------------------------- | ---------------------------------------------------------------- |
| I                                                                | Vicente Dasí y Puigmoltó Lluesma y Mayans                        | 1892-1931                                                        |
| II                                                               | Fernando Dasí y Hernández Puigmoltó y de la Figuera              | 1931-1936                                                        |
| III                                                              | Rafael Dasí y Hernández Puigmoltó y de la Figuera                | 1940-1968                                                        |
| IV                                                               | Vicente Dasí y Garrigues                                         | 1968-2012                                                        |
| V                                                                | Vicente Dasí y Martínez de Vallejo                               | 2012-actualidad                                                  |

## Linajes
Desde la creación del Condado de Daya Nueva en 1892 hasta nuestros días un único linaje ha sido propietario de este feudo, portando el título de nobleza de Conde de Daya Nueva. 
- Casa de Dasí (1892-actualidad)